# 안준혁
안준혁(1999년 7월 30일~)은 대한민국의 축구 선수이다.

## 선수 경력
그는 어린 시절 서울대동초등학교에서 좋은 모습을 보여 스페인으로 유학을 떠나게 되었고, 이후 비야레알 유소년팀에 입단하게 되었다.